# 同孚大楼

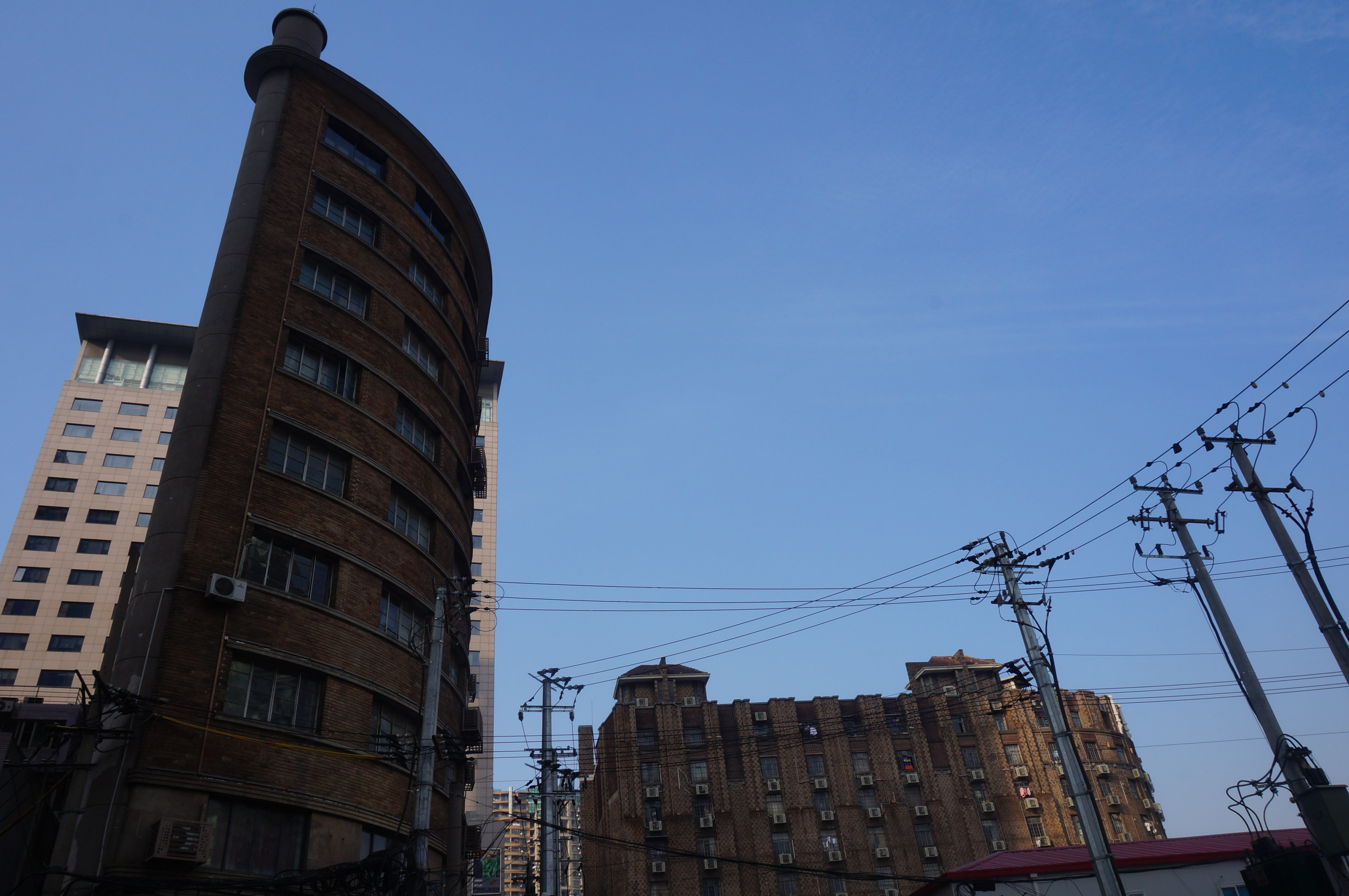
同孚大楼与后方的德义大楼，可见大楼半月形的结构

同孚大楼（英語：Yates Apartments），原称中国银行西区分行，曾更名为吴江大楼，位于上海南京西路、石门一路口，德义大楼的斜对面。

## 历史
在1935年由中国银行出资建设。大楼因地处同孚路(今石门一路)上，故而得此名。建筑由陆谦受、吴景奇设计，大昌建筑公司承建，并于1936年竣工。原为中国银行西区分行，现底层为中国工商银行静安石门一路支行所用。1994年，同孚大楼入选第二批上海市优秀历史建筑。

## 建筑特色
同孚大楼为一幢半月形的公寓，共9层，高34.45米，建筑面积2887平方米，并设有电梯。大楼为现代主义建筑，钢筋混凝土结构，外墙贴深褐式面砖，立面强调横线条处理。该楼因三面环路，即南京西路、石门一路与吴江路，处于边角地形，故采用点状型布局，使得在该地形十分局迫的情况下，提高容积率，以获得较多的建筑面积。建成时，底层和地下室为中国银行所用；二至九层为出租公寓，每层设置二室户、三室户和四室户各一户。因地块面积所限，房间面积狭小，在当时备受批评。